# گلوگووو
گلوگووو (به بلغاری: Glogovo) یک منطقهٔ مسکونی در بلغارستان است که در شهرستان تتون، بلغارستان واقع شده‌است.